# Josef Pavelka (politik)
Josef Pavelka (12. prosince 1910 – ???) byl český a československý politik a poúnorový bezpartijní poslanec Národního shromáždění ČSR.

## Biografie
Ve volbách roku 1954 byl zvolen do Národního shromáždění ve volebním obvodu České Budějovice jako bezpartijní poslanec. V parlamentu setrval až do konce funkčního období, tedy do voleb roku 1960. K roku 1954 se profesně uvádí jako soukromý rolník v obci Všeteč.